# Королі літа
«Королі Літа» (англ. The Kings of Summer) — незалежна американська комедія режисера Джордана Воґта-Робертса. Прем'єра стрічки відбулася на 29-ому щорічному кінофестивалі «Санденс» в 2013 році.

## Сюжет

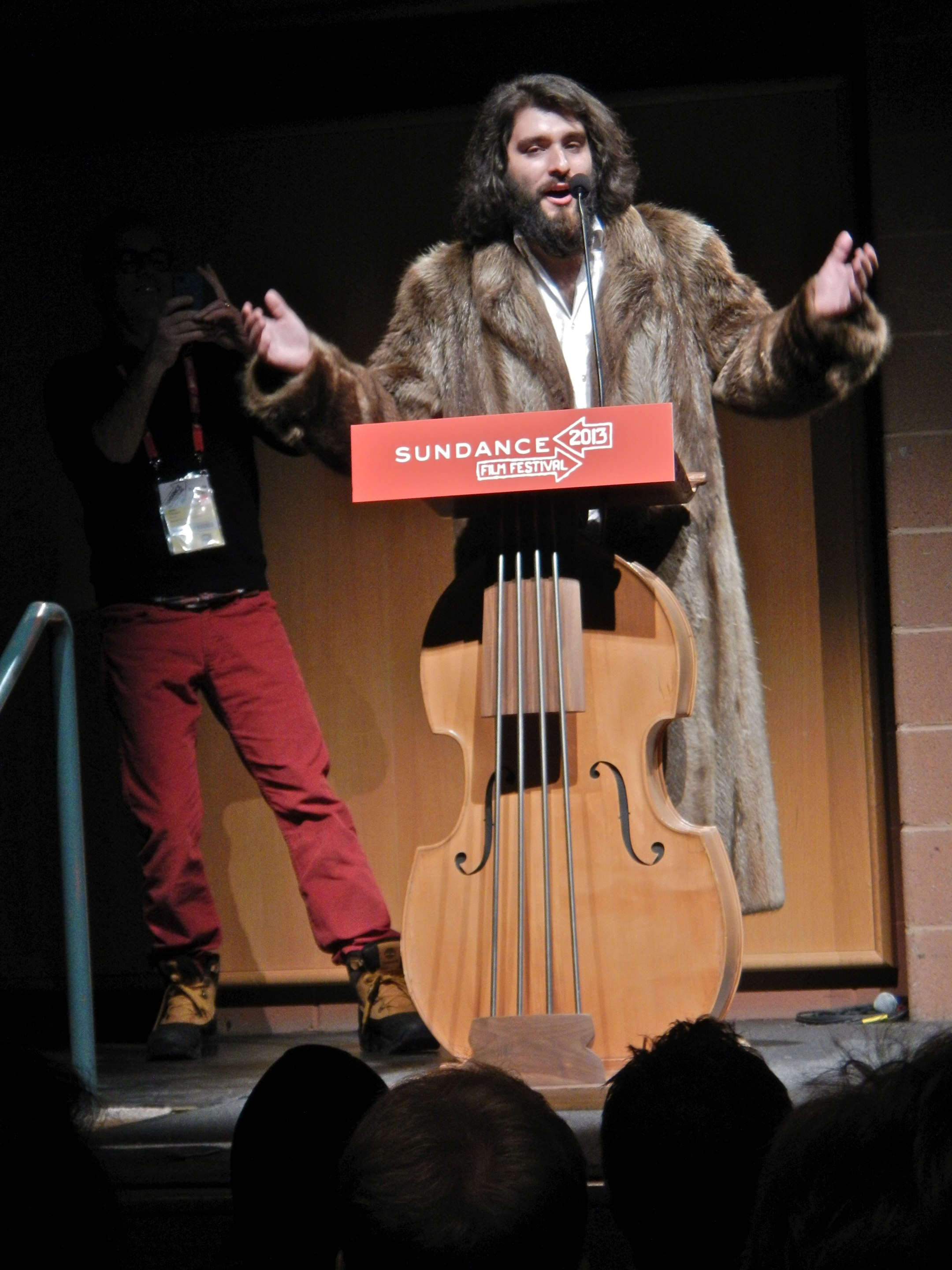
Режисер фільму на кінофестивалі Санденс у 2013 році

Джо (Нік Робінсон) на межі дорослого життя, він розчарований спробами його батька, Френка (Нік Офферман), керувати його життям. Визнавши себе вільним раз і назавжди, він тікає на галявину в лісі зі своїм найкращим другом Патріком (Габріель Бассо), якого також нудило від життя з набридливими батьками, і дивним хлопцем на ім'я Біяджо (Мойзес Аріас), який просто приєднався до них. Джо пропонує побудувати там будинок, подалі від відповідальності і батьків. Після того, як їх імпровізоване житло було збудоване, троє молодих людей стають господарями своєї долі. Джо і Біяджо — мисливці, а Патрік — збирач. Незабаром хлопців оголошують зниклими безвісти.
Коли Джо запрошує свою подругу Келлі (Ерін Моріарті) приїхати подивитися на будинок, який вони збудували, між Патріком і Джо виникає конфлікт. Причиною є Келлі, яка симпатизує Патріку і хлопець і дівчина починають більш ніж дружні відносини. Після напруженої гри в монополію, Джо називає Келлі раковою пухлиною, що зруйнувала їхній гармонійний світ і в розпачі виганяє її та Патріка з барлоги. Біяджо хоче зостатися, але Джо наполягає, щоб він залишив його наодинці.
Джо й надалі живе на самоті в лісі. Гроші швидко закінчились і підлітку доводиться вбити кролика, щоб поїсти. Не позбавившись належним чином від нутрощів тваринки він приваблює до свого будинку змію. Вчасно не побачивши її, Джо опиняється у пастці між змією та стіною і так засинає.
Тим часом Келлі йде до Френка, щоб відвести його до сина. Прийшовши на галявину вони мало не стають жертвами отруйної змії, яка з'явилася напередодні ввечері. Але з'являється Біяджо, який намагається їх врятувати, проте отримує укус в ногу, через що непритомніє. Френк відвозить його до лікарні. Пізніше Біяджо приходить до тями.

## У ролях
| Актор             | Роль         |
| ----------------- | ------------ |
| Нік Робінсон      | Джо          |
| Габріель Бассо    | Патрік       |
| Мойзес Аріас      | Біаджо       |
| Нік Офферман      | Френк        |
| Ерін Моріарті     | Келлі        |
| Елісон Брі        | Хізер        |
| Меган Маллаллі    | місіс Кінан  |
| Марк Івен Джексон | містер Кінан |
| Юджин Кордеро     | Колін        |
| Томас Мідлдітч    | поліцейський |
| Кумейл Нанджіані  | кур'єр Гарі  |
| Лілі Рейнгарт     | Вікі         |

## Відгуки
Фільм отримав схвальні відгуки. Наразі фільм має 75 % на сайті Rotten Tomatoes. Оцінка на IMDB становить 7,2 з 10. На сайті Metacritic фільм отримав непогану оцінку від кінокритиків (61 бала зі 100 на основі 33 оглядів) і від простих глядачів (7,7 з 10).

## Деталі
- На кінофестивалі Санденс фільм був показаний під назвою «Іграшковий будинок», вже пізніше назву було змінено на «Королі літа».
- Нік Офферман (батько Джо) і Меган Маллаллі (мати Патріка) в реальному житті є чоловіком і дружиною.
- Стрічка стала дебютною для Джордана Воґта-Робертса.
- Сценарій Кріса Ґалетти був у чорному списку (як найкращий нереалізований сценарій) в 2009 році.
- На українських теренах картина в прокат не виходила.